# Jo Ju-young
Đây là một tên người Triều Tiên, họ là Jo.
Jo Ju-young (tiếng Hàn: 조주영; sinh ngày 4 tháng 2 năm 1994) là một cầu thủ bóng đá Hàn Quốc thi đấu ở vị trí tiền đạo cho Gwangju FC ở K League Classic.

## Sự nghiệp
Jo Ju-young gia nhập đội bóng tại K League Classic Gwangju FC vào tháng 1 năm 2016.
Anh có bàn thắng tại màn ra mắt trong trận đấu trước Jeonnam Dragons ngày 17 tháng 4 năm 2016.